# Axel Fredrik Liljenstolpe
Axel Fredrik Liljenstolpe, född 10 februari 1810 på Vinö i Lofta socken, Kalmar län, död 11 april 1888 i Uppsala, var en svensk kammarherre, konstnär och miniatyrmålare.
Han var son till häradshövdingen Axel Liljenstolpe och Fredrika Vilhelmina Hederstierna och från 1860 gift med Margareta Lovisa Steffens. Han var anställd som protokollsekreterare vid hovexpeditionen i Stockholm. Vid sidan av sitt arbete var han verksam som konstnär och blev flitigt anlitad av hovet och adeln som miniatyrmålare. Hans konst består av porträtt, landskap och miniatyrmålningar. Liljenstolpe är representerad med ett porträtt av Fredrik VII av Danmark vid Göteborgs konstmuseum. 